# Koellensteinia florida
Koellensteinia florida är en orkidéart som först beskrevs av Heinrich Gustav Reichenbach, och fick sitt nu gällande namn av Leslie Andrew Garay. Koellensteinia florida ingår i släktet Koellensteinia och familjen orkidéer. Inga underarter finns listade i Catalogue of Life.